# Ирон
Иро́н (фр. Iron) — коммуна во Франции, находится в регионе Пикардия. Департамент коммуны — Эна. Входит в состав кантона Гиз. Округ коммуны — Вервен.
Код INSEE коммуны — 02386.

## Население
Население коммуны на 2010 год составляло 222 человека.
| 1962 | 1968 | 1975 | 1982 | 1990 | 1999 | 2010 |
| ---- | ---- | ---- | ---- | ---- | ---- | ---- |
| 332  | 300  | 276  | 287  | 284  | 225  | 222  |

## Экономика
В 2010 году среди 142 человек трудоспособного возраста (15—64 лет) 97 были экономически активными, 45 — неактивными (показатель активности — 68,3 %, в 1999 году было 76,3 %). Из 97 активных жителей работали 85 человек (51 мужчина и 34 женщины), безработных было 12 (6 мужчин и 6 женщин). Среди 45 неактивных 4 человека были учениками или студентами, 17 — пенсионерами, 24 были неактивными по другим причинам.